# Спорт в Узбекистане
На протяжении веков в Узбекистане была распространена езда верхом и культура борьбы. Кураш, зародившийся на территории Узбекистана, является разновидностью борьбы. Также среди родственных дисциплин есть бельбогли кураш, турон и бойкурган. Другими популярными видами спорта в Узбекистане являются футбол, бокс, борьба и дзюдо.
В Ташкенте пройдут Юношеские Азиатские игры в 2025 году.
Развитие спорта в стране и управление спортивными организациями осуществляется в соответствии с действующим законом Республики Узбекистан «О физической культуре и спорте» (впервые принят 14 января 1992 года, в новой редакции изложен 26 мая 2000 года).

## Олимпийские игры
С момента обретения независимости в 1991 году Узбекистан с большим успехом принимает участие в летних и зимних Олимпийских играх. Узбекистан за 7 участий в летних Олимпийских играх завоевал пять золотых, две серебряных и восемь бронзовых медалей по боксу, две золотые, две серебряные и четыре бронзовые медали по борьбе, две серебряных и пять бронзовых медалей по дзюдо и одну золотую в тхэквондо. Помимо этого тяжелоатлеты Узбекистана дважды становились олимпийскими чемпионами и один раз завоевали бронзу.
Единственной медалью Узбекистана на зимних Олимпийских играх была золотая медаль Лины Черязовой в фристайле в 1994 году.
Особого успеха узбекские спортсмены добились на Олимпийских играх 2020 года в Токио. Страна завоевала три золотые медали: Улугбек Рашитов в тхэквондо, Акбар Джураев в тяжелой атлетике и Баходир Жалолов в боксе. Узбекская гимнастка Оксана Чусовитина участвовала уже в восьмых для себя Олимпийских играх, в 2020 году представляя родной Узбекистан.

## Футбол
Футбол является популярным видом спорта в Узбекистане. Высшей футбольной лигой Узбекистана является Узбекская лига, в которой с 2010 года участвуют 14 команд.
Равшан Ирматов признавался лучшим арбитром Азии четыре года подряд (в 2008, 2009, 2010, 2011 и 2014). Он был признан лучшим футбольным арбитром года по версии Globe Soccer Awards в 2015 году.
Стадион «Бунёдкор» (с 2018 переименован в «Миллий») вмещает 34000 зрителей и в основном используется для проведения футбольных матчей.

## Баскетбол
Игроки из Узбекистана входили в состав сильной сборной СССР по баскетболу. После обретения независимости Узбекистан основал собственную команду, которая имела умеренный успех в период с середины 90-х до середины 2000-х годов. Её лучшим результатом на Азиатских играх было 9-е место, а лучший результат на чемпионате Азии — 7-е место.

## Хоккей с шайбой
До обретения независимости узбекские хоккеисты выступали за сборную СССР.
Профессиональная хоккейная команда «Хумо» из Ташкента была основана в 2019 году с целью в будущем присоединиться к Континентальной хоккейной лиге. Клуб был включён в Высшую хоккейную лигу, второго дивизиона, в сезоне 2019/2020. Матчи клуб проводит на арене «Хумо», строительство которой обошлось более чем в 175 миллионов евро.
«Хумо» стал играть в Хоккейной лиге Узбекистана, которая после реформирования была запущена в феврале 2019 года. В Лиге также играли «Бинокор» (Ташкент), ХК Ташкент и «Семург» (Ташкент). «Семург» стал чемпионом плей-офф.
Федерация хоккея Узбекистана начала подготовку к вступлению в Международную федерацию хоккея на льду в качестве полноправного члена, а также к созданию сборной по хоккею с шайбой для участия в соревнованиях ИИХФ.

## Водное поло
Женская сборная Узбекистана по водному поло до 20 лет прошла квалификацию на чемпионат мира по водному поло среди юниоров 2021 года.

## Шахматы
Узбекистан одержал победу на Шахматной олимпиаде 2022 года в Ченнаи. Узбекская команда завершила соревнования без поражений, опередив Армению и Нидерланды, имеющие более высокий рейтинг, а также сыграли с лидерами рейтинга Индией и США. Узбекистан стал вторым на командном чемпионате мира в Иерусалиме в ноябре 2022 года. Лучший игрок Узбекистана Нодирбек Абдусатторов является действующим чемпионом мира по быстрым шахматам. Он выиграл чемпионат мира в 2021 года в плей-офф, победив российского гроссмейстера Яна Непомнящего.